# Exocentrus alboscutellatus
Exocentrus alboscutellatus là một loài bọ cánh cứng trong họ Cerambycidae.